# Emmericia
Emmericia là một chi ốc rất nhỏ nước ngọt có nắp, là động vật chân bụng sống dưới nước động vật thân mềm thuộc họ Amnicolidae, theo hệ thống phân loại lớp Chân bụng (Bouchet & Rocroi, 2005).
Emmericia là một the type chi subfamily Emmericiinae.

## Các loài
Các loài thuộc chi Emmericia bao gồm:
- Emmericia narentana Bourguignat, 1880
- Emmericia patula (Brumati, 1838) - loài điển hình